# Affile
Affile és un comune (municipi) de la ciutat metropolitana de Roma, a la regió italiana del Laci, situat a uns 50 km a l'est de Roma. A 1 de gener de 2018 tenia 1.502 habitants.
Affile limita amb els següents municipis: Arcinazzo Romano, Bellegra, Rocca Santo Stefano, Roiate i Subiaco.

## Llocs d'interès
- Cisterna romana. L'emperador Otó III va fundar en el lloc l'any 999 una església, que no obstant això ja havia desaparegut al segle xvi.
- Església de Sant Pere, coneguda a principis del segle vi. La darrera renovació és del segle xv.
- Església de Santa Maria (coneguda des de 1005). Té frescos dels segles xiii i XVI-XVII.
- Església de Santa Felicita (segle xiii).
- Castrum, lloc situat en un turó diferent del lloc original d'Affile, al voltant de l'església de Sant Pere. Va tenir nombroses torres, portes i muralles, de les quals en queden poques restes.